# دانيال كورميي
دانيال رايان كورميي (/ˈkɒrmɪeɪ/؛ مواليد 20 مارس 1979) هو مُقاتل فنون قتالية مختلطة أمريكي محترف سابق، ومصارع هواة، ومعلق حالي في يو إف سي. إنه بطل سابق في يو إف سي لوزن خفيف الثقيل وللوزن الثقيل. كورميي هو المقاتل الثاني في تاريخ يو إف سي الذي يحمل ألقاب في فئتين وزنية مختلفة في وقت واحد وهو أول مقاتل لديه دفاعات عن اللقب في فئتين. بصفته مصارعًا دوليًا، كان كورميي عضوًا أمريكيًا عالميًا أو أولمبيًا ست مرات، وحاصل على الميدالية البرونزية العالمية، ووصيف كأس العالم، والميدالية الذهبية في ألعاب عموم أمريكا (البرونزية في عام 2007) وبطل أمريكا مرتين. في المصارعة الجامعية، كان كورميي أحد المتأهلين للنهائي الوطني في الرابطة الوطنية لرياضة الجامعات الدرجة الأولى (مع خسارة لبطل الرابطة الوطنية لرياضة الجامعات أربع مرات في نهاية المطاف كايل ساندرسون من ولاية أيوا) ووصيف مؤتمر 12 الكبير لمرتين لمنتخب ولاية أوكلاهوما كاوبويز. كان أيضًا بطل الرابطة الوطنية لألعاب القوى للصغار مرتين.
قبل التنافس في يو إف سي، كان كورميي هو بطل القوة الضاربة للوزن الثقيل وبطل ملك القفص للوزن الثقيل.

## حياته الشخصية

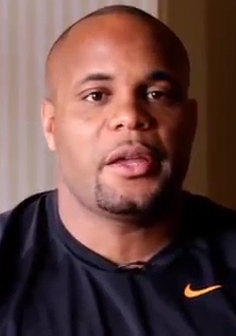
كورميي في 2015

كان لكورميي وصديقته السابقة ابنة واحدة توفيت في حادث سيارة في 14 يونيو 2003. كما كان متزوجًا سابقًا من امرأة تدعى روبن.
في 16 فبراير 2011، أنجب هو وخطيبته آنذاك سالينا ديليون ابنًا، دانيال جونيور يتدرب دانيال جونيور على مصارعة الهواة في أكاديمية الكيك بوكسينغ الأمريكية، حيث كان كورميي هو مساعد المدرب. في 4 مارس 2012، أنجب كورميي وخطيبته ابنة. في يونيو 2017، تزوج كورميي وديليون.
كورميي هو مشجع لنيو أورليانز سينتس والمصارعة المحترفة.
في 1 أكتوبر 2016، ظهر كورميي لأول مرة في فريق معلقي اللون يو إف سي في يو إف سي ليلة القتال 96 في بورتلاند، أوريغن. لقد أصبح جزءًا من فريق تعليق يو إف سي العادي منذ اعتزاله الرياضي في أغسطس 2020.
في 5 مارس 2022، غاب كورميي عن فريق التعليق على يو إف سي 272 بسبب حضوره لجنازة والدته.
كجزء من واجباته في يو إف سي على إي إس بي إن، شارك في استضافة البودكاست دي سي & حلواني (مع آرييل حلواني) وحاليا دي سي & آر سي (مع ريان كلارك).

## الظهور في وسائل الإعلام
ظهر كورميي في فيلمه لأول مرة في عام 2014، حيث لعب دوره في الكوميديا 2014 المناورة.
في فبراير 2015، قام كورميي ببطولة مقطع الفيديو كل شيء عن هذا باس، وهو محاكاة ساخرة لـ كل شيء عن هذا باس، للترويج لجوائز فنون القتال المختلطة العالمية لعام 2015.
في يناير 2018، ظهر في حلقة من تسوق الأحذية الرياضية على مجمع قنوات يوتيوب.
في فبراير 2019، ظهر في «Sub-Zero's Head Shatter»، الحلقة الأولى من سلسلة يوتيوب «علم مورتال كومبات» بواسطة لان ساينس.
في 8 أكتوبر 2022، حكّم كورميي المباراة بين سيث رولينز ومات ريدل في قواعد دبليو دبليو إي المتطرفة 2022.

## سجل فنون القتال المختلطة
| السجل المهني |        |         |
| 26 نزال      | 22 فوز | 3 خسارة |
| ضربة قاضية   | 10     | 1       |
| إخضاع        | 5      | 0       |
| قرار القضاة  | 7      | 2       |
| بدون قرار    | 1      | 1       |

| النتيجة | السجل    | الخصم             | الطريقة                          | الحدث                                       | التاريخ        | الجولة | الوقت | المكان                                      | الملاحظات |  |
| ------- | -------- | ----------------- | -------------------------------- | ------------------------------------------- | -------------- | ------ | ----- | ------------------------------------------- | --- |  |
| خسر     | 22–3 (1) | ستيبي ميوتيتش     | قرار الحكام (بالإجماع)           | يو إف سي 252                                | 15 أغسطس 2020  | 5      | 5:00  | لاس فيغاس، نيفادا، الولايات المتحدة         | على لقب بطولة يو إف سي للوزن الثقيل. |  |
| خسر     | 22–2 (1) | ستيبي ميوتيتش     | ضربة فنية قاضية (باللكمات)       | يو إف سي 241                                | 17 أغسطس 2019  | 4      | 4:09  | آناهايم، كاليفورنيا، الولايات المتحدة       | خسر لقب بطولة يو إف سي للوزن الثقيل. |  |
| فاز     | 22–1 (1) | ديريك لويس        | إخضاع (خنق خلفي عاري)            | يو إف سي 230                                | 3 نوفمبر 2018  | 2      | 2:14  | مدينة نيويورك، نيويورك، الولايات المتحدة    | دافع عن لقب بطولة يو إف سي للوزن الثقيل. |  |
| فاز     | 21–1 (1) | ستيبي ميوتيتش     | ضربة قاضية (باللكمات)            | يو إف سي 226                                | 7 يوليو 2018   | 1      | 4:33  | لاس فيغاس، نيفادا، الولايات المتحدة         | فاز بلقب بطولة يو إف سي للوزن الثقيل. أداء الليلة. |  |
| فاز     | 20–1 (1) | فولكان أوزدمير    | ضربة فنية قاضية (باللكمات)       | يو إف سي 220                                | 20 يناير 2018  | 2      | 2:00  | بوسطن، ماساتشوستس، الولايات المتحدة         | دافع عن لقب بطولة يو إف سي لوزن خفيف الثقيل. أداء الليلة. تخلى كورميي عن اللقب في 28 ديسمبر 2018. |  |
| ب.ف     | 19–1 (1) | جون جونز          | ب.ف (نقضته ل.و.ك.ل.ق)            | يو إف سي 214                                | 29 يوليو 2017  | 3      | 3:01  | آناهايم، كاليفورنيا، الولايات المتحدة       | احتفظ بلقب بطولة يو إف سي لوزن خفيف الثقيل. في الأصل خسر عن طريق الضربة القاضية (ركلة للرأس واللكمات)؛ انقلبت إلى بدون فائز بعد أن أثبتت تحاليل جونز أنه إيجابي لمستقلب تورينابول. أعيد كورميي في وقت لاحق كبطل. |  |
| فاز     | 19–1     | أنتوني جونسون     | إخضاع (خنق خلفي عاري)            | يو إف سي 210                                | 8 أبريل 2017   | 2      | 3:37  | بوفالو، نيويورك، الولايات المتحدة           | دافع عن لقب بطولة يو إف سي لوزن خفيف الثقيل. |  |
| فاز     | 18–1     | أندرسون سيلفا     | قرار الحكام (بالإجماع)           | يو إف سي 200                                | 9 يوليو 2016   | 3      | 5:00  | لاس فيغاس، نيفادا، الولايات المتحدة         | نزال بدون لقب. |  |
| فاز     | 17–1     | ألكسندر غوستافسون | قرار الحكام (بالانقسام)          | يو إف سي 192                                | 3 أكتوبر 2015  | 5      | 5:00  | هيوستن، تكساس، الولايات المتحدة             | دافع عن لقب بطولة يو إف سي لوزن خفيف الثقيل الشاغر. نزال الليلة. |  |
| فاز     | 16–1     | أنتوني جونسون     | إخضاع (خنق خلفي عاري)            | يو إف سي 187                                | 23 مايو 2015   | 3      | 2:39  | لاس فيغاس، نيفادا، الولايات المتحدة         | فاز بلقب بطولة يو إف سي لوزن خفيف الثقيل الشاغر. أداء الليلة. |  |
| خسر     | 15–1     | جون جونز          | قرار الحكام (بالإجماع)           | يو إف سي 182                                | 3 يناير 2015   | 5      | 5:00  | لاس فيغاس، نيفادا، الولايات المتحدة         | على لقب بطولة يو إف سي لوزن خفيف الثقيل. أداء الليلة. |  |
| فاز     | 15–0     | دان هندرسون       | إخضاع فني (خنق خلفي عاري)        | يو إف سي 173                                | 24 مايو 2014   | 3      | 3:53  | لاس فيغاس، نيفادا، الولايات المتحدة         | |  |
| فاز     | 14–0     | باتريك كامينز     | ضربة فنية قاضية (باللكمات)       | يو إف سي 170                                | 22 فبراير 2014 | 1      | 1:19  | لاس فيغاس، نيفادا، الولايات المتحدة         | أول ظهور في وزن خفيف الثقيل. |  |
| فاز     | 13–0     | روي نيلسون        | قرار الحكام (بالإجماع)           | يو إف سي 166                                | 19 أكتوبر 2013 | 3      | 5:00  | هيوستن، تكساس، الولايات المتحدة             | |  |
| فاز     | 12–0     | فرانك مير         | قرار الحكام (بالإجماع)           | يو إف سي على فوكس: هندرسون ضد ميلينديز      | 20 أبريل 2013  | 3      | 5:00  | سان خوسيه، كاليفورنيا، الولايات المتحدة     | |  |
| فاز     | 11–0     | ديون ستارينغ      | ضربة فنية قاضية (باللكمات)       | القوة الضاربة: ماركوارت ضد سافي الدين       | 12 يناير 2013  | 2      | 4:02  | أوكلاهوما سيتي، أوكلاهوما، الولايات المتحدة | |  |
| فاز     | 10–0     | جوش بارنت         | قرار الحكام (بالإجماع)           | القوة الضاربة: بارنيت ضد كورميي             | 19 مايو 2012   | 5      | 5:00  | سان خوسيه، كاليفورنيا، الولايات المتحدة     | فاز ببطولة القوة الضاربة للوزن الثقيل. |  |
| فاز     | 9–0      | أنطونيو سيلفا     | ضربة قاضية (باللكمات)            | القوة الضاربة: بارنيت ضد خاريتونوف          | 10 سبتمبر 2011 | 1      | 3:56  | سينسيناتي، أوهايو، الولايات المتحدة         | نصف نهائي سباق الجائزة الكبرى للوزن الثقيل في القوة الضاربة. |  |
| فاز     | 8–0      | جيف مونسون        | قرار الحكام (بالإجماع)           | القوة الضاربة: أوفيرم ضد ويردوم             | 18 يونيو 2011  | 3      | 5:00  | دالاس، تكساس، الولايات المتحدة              | نزال احتياطي في سباق الجائزة الكبرى للوزن الثقيل في القوة الضاربة. |  |
| فاز     | 7–0      | ديفن كول          | قرار الحكام (بالإجماع)           | القوة الضاربة المتحدون: وودلي ضد سافي الدين | 7 يناير 2011   | 3      | 5:00  | ناشفيل، تينيسي، الولايات المتحدة            | |  |
| فاز     | 6–0      | سوا باليلي        | ضربة فنية قاضية (إخضاع باللكمات) | إكس أم أم أيه 3                             | 5 نوفمبر 2010  | 1      | 2:23  | سيدني، أستراليا                             | دافع عن بطولة إكس أم أم أيه للوزن الثقيل. |  |
| فاز     | 5–0      | جايسون رايلي      | ضربة فنية قاضية (إخضاع باللكمات) | القوة الضاربة: هيوستن                       | 21 أغسطس 2010  | 1      | 1:02  | هيوستن، تكساس، الولايات المتحدة             | |  |
| فاز     | 4–0      | توني جونسون       | إخضاع (خنق خلفي عاري)            | شركة كيه أو تي سي: خطر وشيك                 | 13 أغسطس 2010  | 1      | 2:27  | ميسكاليرو، نيومكسيكو، الولايات المتحدة      | فاز بلقب بطولة كيه أو تي سي للوزن الثقيل. |  |
| فاز     | 3–0      | لوكاس براون       | ضربة فنية قاضية (باللكمات)       | إكس أم أم أيه 2                             | 31 يوليو 2010  | 1      | 4:35  | سيدني، أستراليا                             | فاز ببطولة إكس أم أم أيه للوزن الثقيل. |  |
| فاز     | 2–0      | جون ديفاين        | ضربة قاضية (لكمة)                | القوة الضاربة المتحدون: جونسون ضد ماهي      | 26 مارس 2010   | 1      | 1:19  | فريسنو، كاليفورنيا، الولايات المتحدة        | |  |
| فاز     | 1–0      | غاري فرايزر       | ضربة فنية قاضية (باللكمات)       | القوة الضاربة المتحدون: كينيدي ضد كامينغز   | 25 سبتمبر 2009 | 2      | 3:39  | بيكسبي، أوكلاهوما، الولايات المتحدة         | |  |

## نزالات الدفع مقابل المشاهدة
| #               | الحدث           | النزال              | التاريخ         | المكان                     | السيتي                                   | المبلغ    |
| --------------- | --------------- | ------------------- | --------------- | -------------------------- | ---------------------------------------- | --------- |
| 1.              | يو إف سي 182    | جونز ضد كورميي      | 3 يناير 2015    | إم جي إم جراند جاردن أرينا | لاس فيغاس، نيفادا، الولايات المتحدة      | 800،000   |
| 2.              | يو إف سي 187    | جونسون ضد كورميي    | 23 مايو 2015    | إم جي إم جراند جاردن أرينا | لاس فيغاس، نيفادا، الولايات المتحدة      | 375،000   |
| 3.              | يو إف سي 192    | كورميي ضد جوستافسون | 3 أكتوبر 2015   | تويوتا سنتر                | هيوستن، تكساس، الولايات المتحدة          | 250،000   |
| 4.              | يو إف سي 210    | كورميي ضد جونسون 2  | 8 أبريل 2017    | مركز كي بنك                | بوفالو، نيويورك، الولايات المتحدة        | 300،000   |
| 5.              | يو إف سي 214    | كورميي ضد جونز 2    | 29 يوليو 2017   | هوندا سنتر                 | آناهايم، كاليفورنيا، الولايات المتحدة    | 860،000   |
| 6.              | يو إف سي 226    | ميوتيتش ضد كورميي   | 6 يوليو 2018    | تي موبايل أرينا            | باراديس، نيفادا، الولايات المتحدة        | 380،000   |
| 7.              | يو إف سي 230    | كورميي ضد لويس      | 3 نوفمبر 2018   | ماديسون سكوير جاردن        | مدينة نيويورك، نيويورك، الولايات المتحدة | 250،000   |
| 8.              | يو إف سي 241    | كورميي ضد ميوتيتش 2 | 17 أغسطس 2019   | هوندا سنتر                 | آناهايم، كاليفورنيا، الولايات المتحدة    | لم يكشف   |
| 9.              | يو إف سي 252    | ميوتيتش ضد كورميي 3 | 15 أغسطس 2020   | يو إف سي أبيكس             | لاس فيغاس، نيفادا، الولايات المتحدة      | 500،000   |
| إجمالي المبيعات | إجمالي المبيعات | إجمالي المبيعات     | إجمالي المبيعات | إجمالي المبيعات            | إجمالي المبيعات                          | 3،715،000 |

## وصلات خارجية
- دانيال كورميي على موقع IMDb (الإنجليزية)
- دانيال كورميي على موقع قاعدة بيانات الفيلم (الإنجليزية)
- دانيال كورميي على موقع يو إف سي (الإنجليزية)
- دانيال كورميي على موقع شيردوغ (الإنجليزية)
- دانيال كورميي على موقع Tapology.com (الإنجليزية)
- دانيال كورميي على موقع قاعدة بيانات المصارعة الدولية (الإنجليزية)
- دانيال كورميي على موقع اللجنة الأولمبية الدولية (الإنجليزية)
- دانيال كورميي على موقع أوليمبيديا (الإنجليزية)
- دانيال كورميي على موقع اللجنة الأولمبية والبارالمبية الأمريكية (الإنجليزية)